# Roberto Gutiérrez
Roberto Carlos Gutiérrez Gamboa (Curacaví, 1983. április 18. –) chilei labdarúgó, az Universidad Católica csatára.